# Aeropuerto Internacional de Sialkot
El Aeropuerto Internacional de Sialkot (IATA: SKT, OACI: OPST) (coloquialmente conocido como aeropuerto de Sialkot) se encuentra a 14 km al oeste de Sialkot de Pakistán.  Aproximadamente un millón de viajeros se benefician de este aeropuerto internacional cada año.

## Historia
La importante industria exportadora de Sialkot tenía necesidad de un aeropuerto internacional de pasajeros y carga. El más cercano estaba en Lahore a unos 125 km. El gobierno federal prometió a los empresarios de Sialkot un aeropuerto internacional pero debido a problemas burocráticos, la indiferencia del gobierno y lo que es más importante, la cercanía a la región india de Cachemira, no se comenzó a trabajar en él. Finalmente, cansados por el retraso, los empresarios de Sialkot decidieron, a finales de los 80, construir el aeropuerto ellos mismos y solicitaron la aprobación del gobierno federal. El 2 de febrero de 2001, se obtuvo la aprobación tras más de una década de negociaciones con el gobierno y comenzó la construcción la construcción de un aeropuerto en Sialkot para pasajeros y carga. Se aprobó el equipo de dirección, bajo la batuta de Mian Muhammad Riaz (Consejero delegado de Dr. Frigz International y tres veces director de SIAL). Cada director tenía experiencia previa en grandes y exitosas infraestructuras, de ahí que fuesen seleccionados por sus conocimientos. También, con una inversión de cinco millones de rupias en el proyecto de cada uno de ellos, los directores tenían participación directa en los beneficios. Cuando el desarrollo de SIALestaba concluido, el número de directores había alcanzado la cifra de 250 y se decidió reducir los miembros del equipo directivo. El equipo directivo en SIAL inspiró confianza a que la conclusión del aeropuerto llegase a término. El 26 de febrero de 2001, se firmó un memorando de entendimiento entre la Cámara de Comercio e Industria de Sialkot y la Dirección de Aviación Civil de Pakistán con la aprobación del ministerio de defensa para la construcción de un aeropuerto internacional en Sialkot. 
El 24 de marzo de 2005, Sialkot International Airport Limited (SIAL) fue fundado bajo los auspicios de la cámara. El 26 de marzo de 2005, aterrizó el primer avión en la pista recién construida, que fue construida para atender aviones del tipo Boeing 747 en vista a las importaciones y exportaciones con pesados aviones de carga. El vuelo de prueba de PIA PK-613 aterrizó en el aeropuerto internacional de Sialkot el 20 de octubre de 2007. 
Un memorando de entendimiento entre PIA y el aeropuerto internacional de Sialkot para la cooperación mutua y promoción del aeropuerto internacional de Sialkot fue firmado por Anwaar Rasul Khan, Vicepresidente de ventas de PIA, y Mian Naeem Javed, Director del aeropuerto internacional de Sialkot.
El primer y mayor aeropuerto internacional construido por el sector privado en Pakistán, por un coste de 2600 millones de rupias entró en servicio el 30 de noviembre de 2007. El presidente Pervez Musharraf inauguró oficialmente el aeropuerto internacional de Sialkot el 11 de diciembre de 2007; el primer aeropuerto privado del país.
PIA comenzó a operar desde Sialkot al estado de Kuwait. El 26 de octubre de 2008 PIA comenzó a volar todos los domingos la ruta Sialkot-Abu Dhabi y se añadió una nueva ruta de Sialkot a Muscut todos los miércoles.

## Vuelos internacionales
El primer vuelo internacional desde Sialkot fue el vuelo semanal de los viernes a Kuwait.
Se añadieron vuelos semanales a Abu Dhabi y Muscat el 26 de octubre de 2008. 
Los tres destinos se encuentran en la zona de oriente medio, cuentan con una frecuencia semanal y están operados por PIA con aviones Boeing 737. Las frecuencias de vuelo a Kuwait se han doblado y desde finales de marzo hay una nueva frecuencia los lunes.
Los vuelos de carga ya han comenzado en el aeropuerto de Sialkot con Qatar Airways volando semanalmente a Doha.
Dubai Flights podría comenzar a operar a comienzos de 2009, tan pronto como la terminal de pasajeros esté completada.

## Estructura
Sialkot es un gran centro de exportaciones de Pakistán. El aeropuerto está siendo acondicionado para dar cabida a tres Boeing 747. La dirección del aeropuerto está actualmente trabajando con una empresa privada para adecuar el aerolíneas a los estándares internacionales. El aeropuerto contará con una nueva pista que dará cabida a aviones más grandes. Se está construyendo una nueva terminal para cubrir el incremento de pasajeros así como, las importaciones y exportaciones de carga.
- Servicios
  - Zona de combustible
  - Servicio de mantenimiento de aviones en tierra
  - Cáterin
  - Otros servicios concedidos a compañías privadas.

- Pista: 
  - 3600 metros de largo, 45 metros de ancho con márgenes de 7,5 metros de ancho a cada lado adecuándose a la categoría 4E de la OACI.

- Calle de rodadura: 
  - 263 metros de largo, 23 metros de ancho con márgenes de 10,5 metros.

- Plataformas: 
  - Para pasajeros y carga, zona de 45 000 metros cuadrados. Combinación de pavimentos rígidos y flexibles.
  - Aparcamiento para cuatro aviones de fuselaje ancho a la vez o tres Airbus más tres F-27 a la vez.

## Aerolíneas y destinos
A marzo de 2020, las compañías que se dan a continuación operan en el aeropuerto de Sialkot.
| Aerolíneas                      | Destinos                                                                                |
| ------------------------------- | --------------------------------------------------------------------------------------- |
| Air Arabia                      | Sharjah                                                                                 |
| Emirates                        | Dubái                                                                                   |
| Flydubai                        | Dubái                                                                                   |
| Gulf Air                        | Baréin                                                                                  |
| Pakistan International Airlines | Dammam, Karachi, Kuwait, Londres-Heathrow, Mascate, Milán-Malpensa, Riad, Sharjah, Yeda |
| Qatar Airways                   | Doha                                                                                    |
| SalamAir                        | Mascate                                                                                 |
| SaudiGulf Airlines              | Dammam                                                                                  |

## Fotos del aeropuerto
- Fotos 1 de SIAL
- Fotos 2 de SIAL
- Fotos 3 de SIAL

## Galería

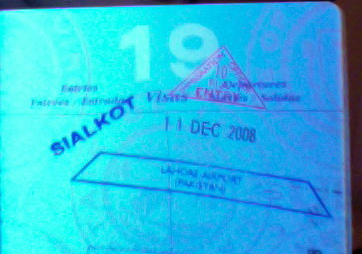
Sello en el pasaporte de llegada en el aeropuerto de Sialkot.